# Leander Dendoncker
Leander Dendoncker (* 15. dubna 1995, Passendale) je belgický profesionální fotbalista, hrající na pozici stopera nebo defensivního záložníka za italský klub SSC Neapol, kde je na hostování z Aston Villy, a za belgický národní tým.
K Anderlechtu se připojil v roce 2009 a debutoval v červenci 2013; za klub odehrál 171 zápasů a vstřelil 11 gólů. Vyhrál dva belgické superpoháry a titul v Juplier Pro League. V Belgické reprezentaci debutoval v červnu 2015 a byl součástí týmu, který skončil na Mistrovství světa 2018 třetí.

## Klubová kariéra

### Anderlecht
Dendoncker přestoupil z týmu KSV Roeselare do Anderlechtu v roce 2009, měl však i nabídky ze Standardu Liège, Club Brugge a KRC Genku. Po zápasech v mládežnickém týmu na turnaji NextGen a soustředěním v Turecku byl v lednu 2013 začleněn do prvního týmu. Jeho vzorem je španělský záložník Sergio Busquets.
V A-týmu debutoval 21. července v belgickém Superpoháru 2013, když nahradil Dennise Praeta na posledních devět minut zápasu, který skončil vítězstvím 1:0 nad Genkem na stadionu Constant Vanden Stock. 26. září prodloužil smlouvu do roku 2016.
Avšak v belgické lize debutoval až 1. srpna 2014, první den sezony proti KV Oostende. Poté, co 18. ledna 2015 vstřelil svůj první profesionální gól při výhře 3:0 nad Lierse, byl Dendoncker chválen bývalým hráčem Anderlechtu Paulem Van Himstem, který řekl, že na jeho pozici v klubu nebyl lepší hráč. V belgickém poháru 2014/15 odehrál šest zápasů, včetně finále s Bruggami, které jeho tým prohrál 2:1.
S Anderlechtem vyhrál belgickou Juplier Pro League 2016/17. Dendoncker během té sezóny vstřelil pět branek, z toho dva 18. prosince při domácím vítězství 4:0 nad KAS Eupen. V této sezoně také odehrál všech 16 her v evropských pohárech, kde pomohl týmu k postupu až do čtvrtfinále Evropské ligy UEFA, kde podlehli pozdějšímu vítězi Manchesteru United. V prvním zápase tohoto kola dne 13. dubna 2017 vystřelil gól na konečných 1:1.

### Wolverhampton Wanderers
9. srpna 2018 se Dendoncker přesunul do klubu anglické Premier League Wolverhampton Wanderers na sezónní hostování s opcí. Debutoval 28. srpna ve druhém kole EFL Cupu proti Sheffieldu Wednesday (vítězství 2:0), kdy trenér Nuno Espírito Santo provedl devět změn v základní sestavě oproti předchozímu zápasu. Na konci září přestoupil do týmu na trvalo za částku okolo za 15 milionů eur.
V lize se objevil až 5. prosince při výhře 2:1 proti Chelsea, odehrál posledních devět minut po vystřídání střelce gólu Raúla Jiméneze, a při svém šestém zápasu v soutěži vstřelil svůj první gól v Premier League při výhře 1:3 v Evertonu dne 2. února 2019.
V dubnu 2019 Dendoncker fauloval v pokutovém území Wolves 3 minuty před koncem semifinále FA Cupu s Watfordem v době, kdy Wolves vedli 2:1. Proměněná penalta posunula zápas do prodloužení, ve kterém Watford Wolverhampton vstřelil rozhodující branku na 3:2. 4. května však vstřelil jediný gól utkání s Fulhamem, který posunul tým na 7. místo v tabulce. To zajistilo Wolves postup do předkola Evropské ligy v sezóně 2019/20 v důsledku prohry Watfordu ve finále poháru.
Dendoncker se stal plnohodnotným hráčem Wolves dne 1. července 2019, přičemž jeho původní smlouva o půjčce zahrnovala povinnost klubu ho trvale podepsat na konci původním sezónním hostování. Po zavedení funkce Video Assistant Referees (VAR) pro Premier League v sezóně 2019/20, byl prvním hráčem Wolves, kterému neuznali „branku“ při použití VAR v ligovém zápase během druhého utkání sezóny proti Leicesteru City 11. srpna.
Dne 14. prosince 2020 prodloužil Dendoncker smlouvu s klubem do roku 2023.
Dendoncker odehrál své 100. soutěžní utkání za Wolves 22. ledna 2021 ve 4. kole FA Cupu proti neligovému Chorley, ve kterém Wolves vyhráli 1:0. Svůj první gól v sezóně 2020/21 vstřelil 5. dubna 2021 v domácím ligovém utkání proti West Ham United.

## Reprezentační kariéra
Dendoncker byl poprvé povolán do belgického národního fotbalového týmu 22. května 2015 manažerem Marcem Wilmotsem spolu se svým spoluhráčem z Anderlechtu Youri Tielemansem. Debutoval 7. června při přátelském utkání s Francií, kde na posledních pět minut zápasu nahradil Jasona Denayera.
4. června 2018 jmenoval manažer Roberto Martínez Dendonckera do 23členného belgického týmu na Mistrovství světa 2018 v Rusku. V turnaji debutoval 29. června při vítězství 1:0 nad Anglií na stadionu v Kaliningradu.

## Osobní život
Dendoncker se narodil v Passendale ve Západních Flandrech farmářským rodičům. Je prostřední ze tří synů: v říjnu 2020 hrál jeho starší bratr Andres za Roeselare a jeho mladší bratr Lars podepsal smlouvu s Brightonem Albion.
Dendoncker se přestěhoval do Bruselu, kvůli pozvání do týmu Anderlechtu do 15 let. Trpěl steskem po domově a přizpůsoboval se rozdílu mezi venkovským a rozmanitým městským prostředím. Navštěvoval školu Sint-Guido-Instituut v Anderlechtu v době, kdy se natáčel dokumentární film De School van Lukaku (Lukakuova škola) zaměřený na jeho týmového kolegu Romelu Lukaku.

## Statistiky

### Klubové
K 16. lednu 2022
| Klub                  | Sezóny  | Liga               | Liga   | Liga | Pohár  | Pohár | Evropské poháry | Evropské poháry | Ostatní | Ostatní | Celkem | Celkem |
| Klub                  | Sezóny  | Liga               | Zápasy | Góly | Zápasy | Góly  | Zápasy          | Góly            | Zápasy  | Góly    | Zápasy | Góly   |
| --------------------- | ------- | ------------------ | ------ | ---- | ------ | ----- | --------------- | --------------- | ------- | ------- | ------ | ------ |
| Anderlecht            | 2013/14 | Juplier Pro League | 0      | 0    | 1      | 0     | 0               | 0               | 1       | 0       | 2      | 0      |
| Anderlecht            | 2014/15 | Juplier Pro League | 26     | 2    | 6      | 0     | 6               | 0               | 0       | 0       | 38     | 2      |
| Anderlecht            | 2015/16 | Juplier Pro League | 23     | 1    | 1      | 1     | 6               | 0               | —       | —       | 30     | 2      |
| Anderlecht            | 2016/17 | Juplier Pro League | 40     | 5    | 1      | 0     | 16              | 1               | —       | —       | 57     | 6      |
| Anderlecht            | 2017/18 | Juplier Pro League | 36     | 1    | 2      | 0     | 6               | 0               | 0       | 0       | 44     | 1      |
| Anderlecht            | Celkem  | Celkem             | 125    | 9    | 11     | 1     | 34              | 1               | 1       | 0       | 171    | 11     |
| Wolverhampton (host.) | 2018/19 | Premier League     | 19     | 2    | 5      | 0     | —               | —               | 2       | 0       | 26     | 2      |
| Wolverhampton         | 2019/20 | Premier League     | 38     | 4    | 2      | 0     | 17              | 2               | 0       | 0       | 57     | 6      |
| Wolverhampton         | 2020/21 | Premier League     | 33     | 1    | 3      | 0     | —               | —               | 1       | 0       | 37     | 1      |
| Wolverhampton         | 2021/22 | Premier League     | 16     | 0    | 1      | 0     | —               | —               | 2       | 1       | 19     | 1      |
| Wolverhampton         | Celkem  | Celkem             | 106    | 7    | 11     | 0     | 17              | 2               | 5       | 1       | 138    | 10     |
| Celkem                | Celkem  | Celkem             | 231    | 16   | 22     | 1     | 51              | 3               | 6       | 1       | 309    | 21     |

1. ↑  Zápasy v Belgickém superpoháru
2. 1 2 3  Zápasy v Lize mistrů UEFA
3. 1 2 3 4  Zápasy v Evropské lize UEFA
4. 1 2  Zápasy v EFL Cupu

### Reprezentační

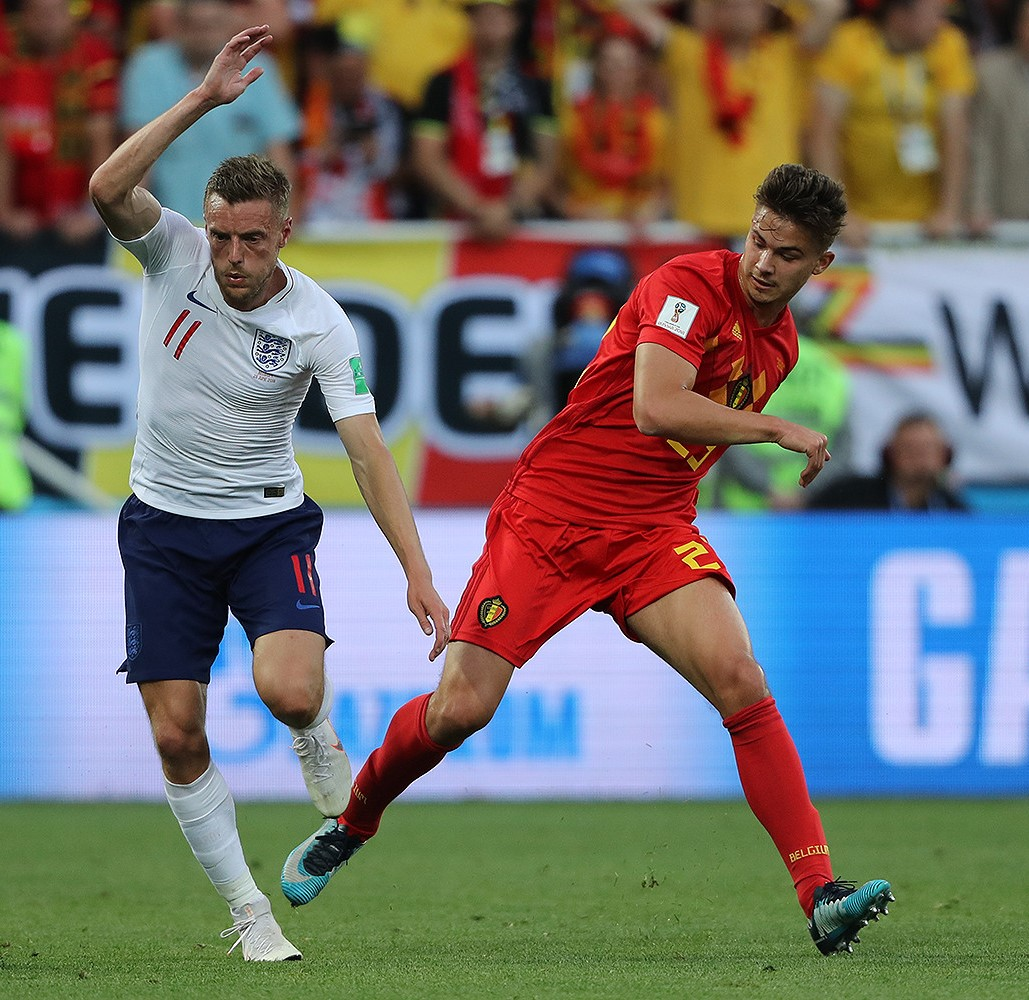
Dendoncker (vpravo) v souboji s Jamiem Vardym na Mistrovství světa 2018

K 16. listopadu 2021
| Belgie | Belgie | Belgie |
| Rok    | Zápasy | Góly   |
| ------ | ------ | ------ |
| 2015   | 1      | 0      |
| 2016   | 1      | 0      |
| 2017   | 2      | 0      |
| 2018   | 2      | 0      |
| 2019   | 3      | 0      |
| 2020   | 3      | 0      |
| 2021   | 12     | 0      |
| Celkem | 24     | 0      |

## Ocenění
Anderlecht
- Jupiler Pro League: 2016/17[7]
- Belgický superpohár: 2013,[2] 2014

Belgie
- Mistrovství světa třetí místo: 2018